# Agnieszka Phila
Agnieszka Phila, właśc. Małgorzata Phila, taj. อักแนส พิลา, również Błogosławione Agnieszka Phila, Łucja Khambang i 4 towarzyszki (ur. 1909 w Ban Nahi w prowincji Nong Khai w Tajlandii, zm. 26 grudnia 1940 w Songkhon w prowincji Mukdahan) – tajska zakonnica, męczennica chrześcijańska i błogosławiona Kościoła rzymskokatolickiego.
Urodziła się w 1909 w Ban Nahi w prowincji Nong Khai. Została ochrzczona w 1924 roku. Na chrzcie otrzymała imię Małgorzata. 7 grudnia 1924 r. wyjechała do Laosu, gdzie wstąpiła do Zgromadzenia Sióstr Miłośniczek Krzyża. Śluby zakonne złożyła 10 listopada 1927 roku. W zakonie otrzymała imię Agnieszka. W 1932 r. zaczęła uczyć w szkole misyjnej w wiosce Songkhon nad rzeką Mekong.
W latach 1940–44 Tajlandia była w stanie wojny z francuskimi Indochinami. W tym czasie wypędzono z Tajlandii zagranicznych misjonarzy, a miejscowych katolików zmuszano do wyrzeczenia się wiary. 25 grudnia 1940 r. w Songkhon miejscowa policja zebrała tamtejszych katolików i zapowiedziała im, że albo wyrzekną się wiary, albo zginą. Ponieważ Agnieszka Phila odmówiła wyrzeczenia się wiary następnego dnia została zastrzelona wraz z Łucją Khambang (zakonnicą z tego samego Zgromadzenia) i czterema innymi osobami (Agatą Phutta, Cecylią Butsi, Bibianą Khampai, Marią Phon).
Wszystkie siostry zakonne, a także katecheta, przywódca wspólnoty chrześcijańskiej w Songhon Filip Siphong Onphitak, zabity 16 grudnia 1940 w Mukdahan, zostali beatyfikowani przez Jana Pawła II 22 października 1989 roku w grupie Siedmiu Męczenników z Tajlandii.
Wspomnienie liturgiczne bł. Agnieszki i towarzyszek obchodzone jest w ich dzienną pamiątkę śmierci.